# Establo Kasugayama

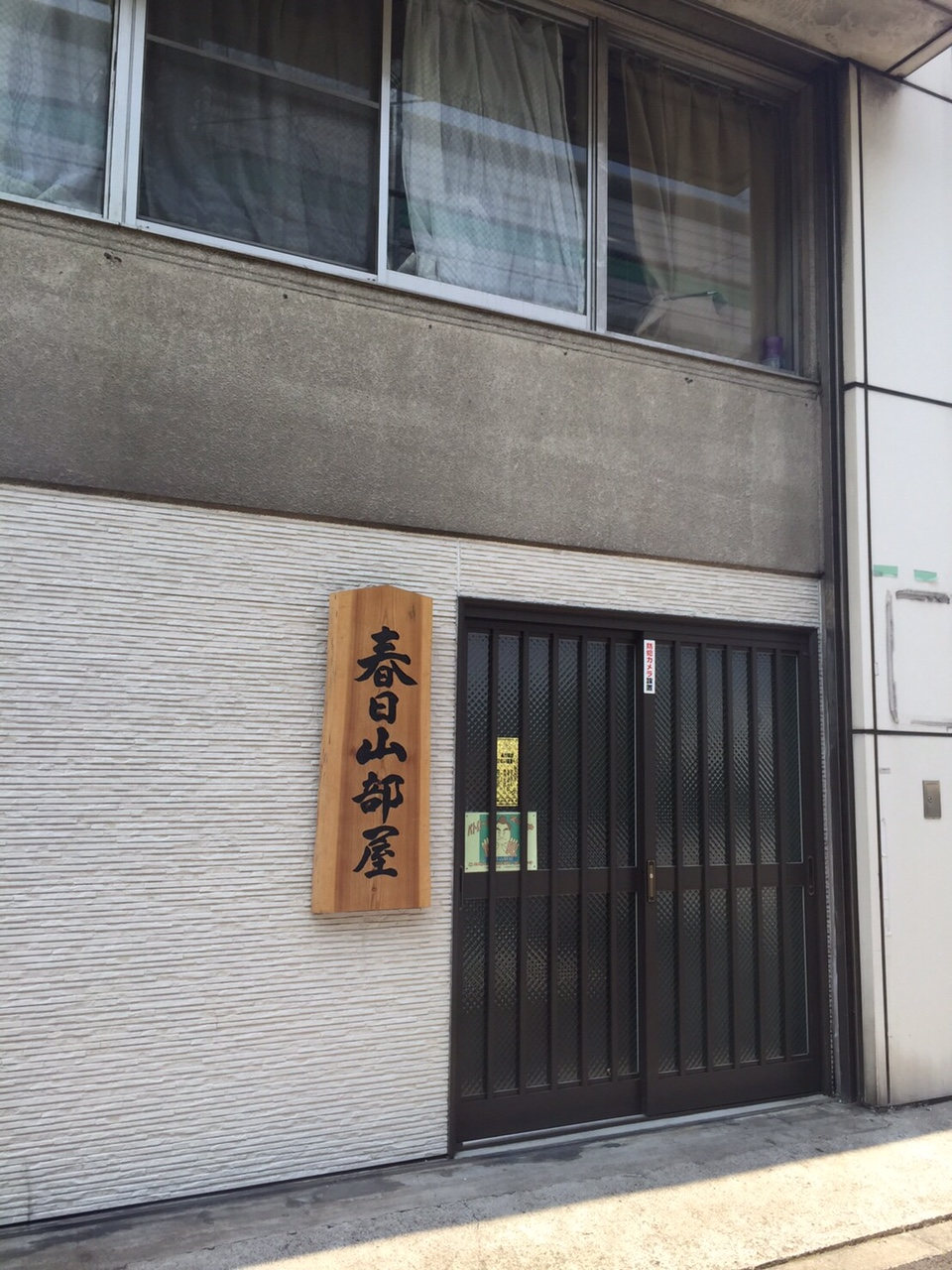
Entrada principal del difunto Establo Kasugayama

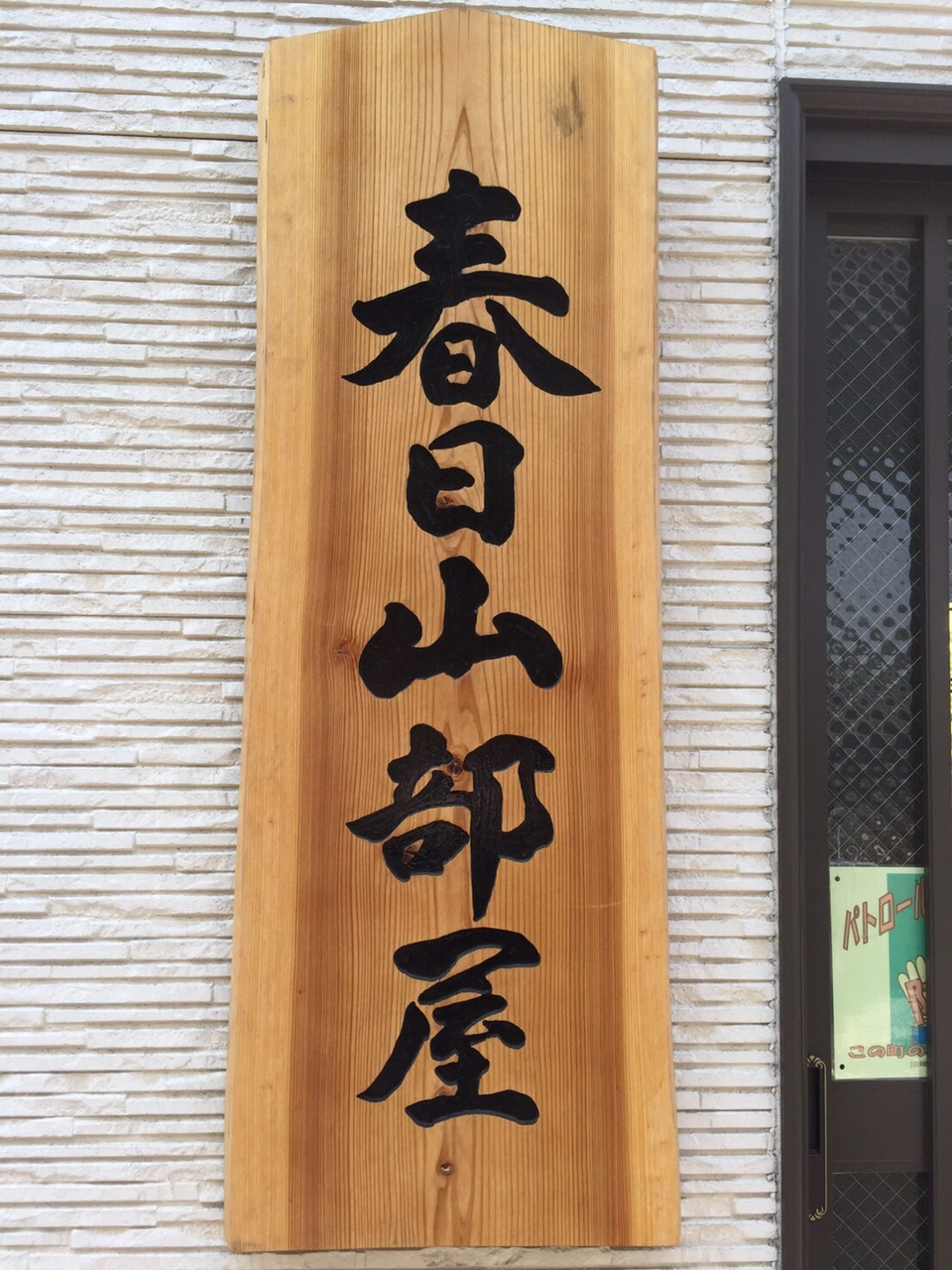
Placa de madera con el nombre del Establo Kasugayama

El Establo Kasugayama (春日山部屋, Kasugayama-beya) fue un establo de entrenamiento de sumo profesional. El recinto formó parte del ichimon Isegahama. Su última generación se remonta al año 1954, siendo refundada por el ex ōzeki Nayoroiwa el cual lo lideró hasta su fallecimiento en 1971. El establo dejó de existir en 1990 cuando el maestro Kasugayama de aquel entonces, el ex maegashira Ōnobori, alcanzó la edad de retiro obligatoria a los 65 años de edad, siendo luego absorbido por el establo Ajigawa, sin embargo, el establo fue revivido por Kasugafuji tras su retiro como luchador activo en 1996. Para enero de 2016, el establo poseía un total de 23 luchadores. El único luchador del establo que alcanzó la división makuuchi fue el coreano Kasugaō, el cual luego se retiró en 2011.
En 2012, Kasugafuji dejó su cargo como maestro tras ser electo para pertenecer al gabinete de directores de la Asociación Japonesa de Sumo. Este le entregó el control del establo al ex maegashira Hamanishiki, el cual estaba afiliado al establo Oitekaze, y permaneció dentro de Kasugayama bajo el nombre de maestro/anciano Ikazuchi. Sin embargo, Kasugafuji luego renunció a la asociación en septiembre de ese mismo año.
En 2013, los actuales y antiguos maestros del establo se demandaron entre ellos. Kasugafuji aún poseía los derechos de propiedad de las instalaciones del establo por lo que reclamó el alquiler no pagado y demandó un desalojo, por otro lado, Hamanishiki afirmó que no recibió el certificado myoseki del nombre Kasugayama como se lo habían prometido. Se llevaron a cabo dos juicios para resolver los problemas por separado. En 2015, ambas partes llegaron a un acuerdo sobre el problema del alquiler, con Hamanishiki accediendo a mudar el establo a otra instalación dentro del mismo barrio de Kawasaki. En agosto de 2016, el tribunal le ordenó a Hamanishiki pagar ¥171,6 millones de yenes a Kasugafuji por el certificado. Hamanishiki apeló esta decisión al Tribunal Superior de Tokio.
En octubre de 2016, la Asociación Japonesa de Sumo le ordenó a Kasugayama renunciar a su cargo como maestro, y además fusionaron el establo Kasugayama con el establo Oitekaze debido a que Kasugayama no podía ejercer como maestro al no poseer un certificado myoseki que lo acreditase como tal. La asociación también lo criticó por no entrenar u orientar a sus luchadores en ningún momento durante el torneo de septiembre de ese año, a pesar de habérsele dicho tras ser removido como juez en agosto. El cierre siguió adelante muy a pesar de que el koenkai (club de fans) del establo, enviase una petición a la asociación demandando que la decisión fuese revertida, y que once luchadores del establo se negasen a ser transferidos al establo Oitekaze. Estos últimos presentaron sus renuncias a modo de protesta.
En enero de 2017, Hamanishiki renunció a la Asociación Japonesa de Sumo. En el mismo mes, se anunció que el establo sería revivido como el establo Nakagawa, siendo liderado por el maestro Nakagawa (ex maegashira Asahisato), el cual había quedado al cuidado de los luchadores de Kasugayama restantes dentro del establo Oitekaze.

## Nombres de ring
Algunos luchadores de este establo solían adoptar nombres de ring o shikona con el prefijo "Kasuga" (春日), extraído de los primeros dos caracteres del nombre del establo, y también del nombre del maestro Kasugayama.

## Dueños
- 2012–2016: El vigésimo primer (21°) Kasugayama Takamasa (toshiyori, ex maegashira Hamanishiki)
- 1997–2012: El vigésimo (20°) Kasugayama Yoshiaki (ex maegashira Kasugafuji)
- 1991–1996: Difunto
- 1971–1990: El décimo sexto (16°) Kasugayama Takahiro (ex maegashira Ōnobori)
- 1954–1971: El décimo quinto (15°) Kasugayama Shizuo (ex ōzeki Nayori'iwa)
- 1925–1954: El décimo cuarto (14°) Kasugayama Masahiro (ex sekiwake Fujinokawa[ja])

## Entrenadores
- Takashima Daizō (iin, ex sekiwake Kōbōyama)

## Exluchadores destacados
- Ōnobori (ex maegashira)
- Kasugafuji (ex maegashira)
- Kasugaō (ex maegashira)
- Byakuhōyama[ja] (ex jūryō)
- Tenkōyama[ja] (ex jūryō)

## Asistentes
- Byakuhōyama (sewanin, ex makushita, de nombre real: Fumio Izawa)

## Gyōji
- Shikimori Yodayū (makuuchi gyōji, de nombre real: Hiroshi Kikuchi)

## Yobidashi
- Kōhei (sandanme yobidashi, de nombre real: Kōhei Ōyama)

## Tokoyama
- Tokojin (tokoyama de primera clase)
- Tokoharu (tokoyama de cuarta clase)